# Bristow Helicopters
Bristow Helicopters Limited ist ein britischer ziviler Hubschrauberbetreiber, der ursprünglich am Flughafen Aberdeen in Schottland ansässig war und derzeit Teil der in den USA ansässigen Bristow Group ist, die wiederum ihren Hauptsitz in Houston, Texas, hat. Im Jahr 2020 wurde die Bristow Group mit Era Helicopters fusioniert, einem großen kommerziellen Hubschrauberbetreiber mit Sitz in den USA, der zuvor eine Abteilung von Era Aviation war, wobei die beiden Unternehmen dann weiterhin den Namen Bristow verwenden
Das Unternehmen bietet verschiedene Dienstleistungen, darunter Hubschrauberschulungen, Ölexploration, Suche und Rettung sowie Charterflüge an.

## Geschichte

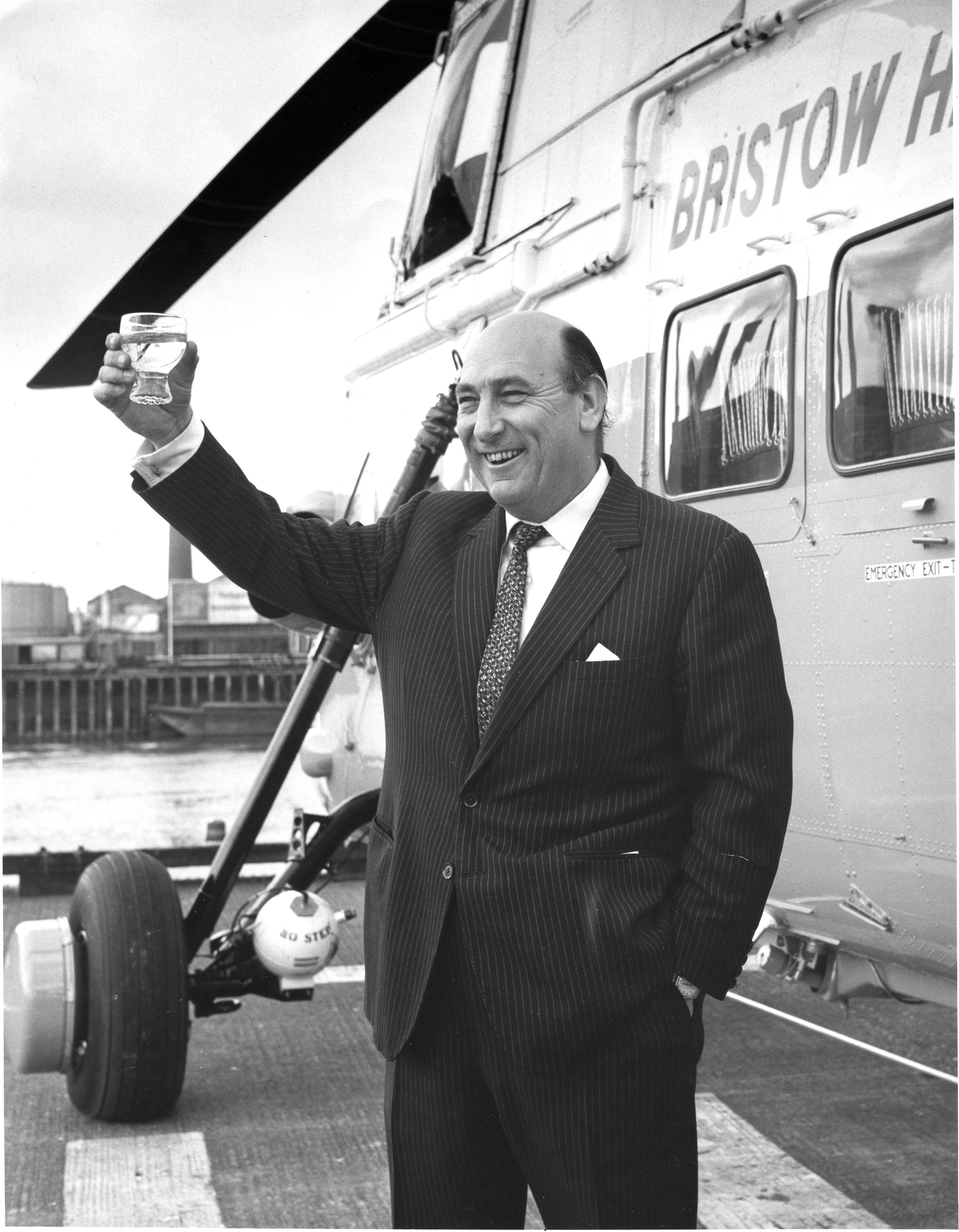
Alan Bristow (2009)

Bristow Helicopters Limited geht auf die Bemühungen des britischen Erfinders und Geschäftsmanns Alan Bristow zurück. Als ehemaliger Testpilot sowohl für die Royal Navy als auch für Westland Helicopters hatte Bristow beschlossen, seine Einnahmen in die Gründung mehrerer Unternehmen zu investieren, von denen das erste Air Whaling Ltd. war. Im Juni 1955 entschied er sich, Bristow Helicopters Limited zu gründen, nachdem er einen Vertrag über die Lieferung von Hubschrauberbesatzungen bei der Shell Oil Company zur Unterstützung von Bohrinseln im Persischen Golf erhalten hatte. Im Jahr 1957 erhielt Bristow Helicopters einen Vertrag von British Petroleum, der es der Firma ermöglichte, ihre eigenen Hubschrauber, ein Paar Westland Widgeons, zu kaufen. Nachdem Bristow im selben Jahr erkannt hatte, dass sich nur wenige Unternehmen Hubschrauberdienste leisten konnten, begann er, sich weltweit Arbeit zu suchen. Das Unternehmen startete bald erfolgreiche Unternehmungen sowohl im Iran als auch in Bolivien.
1960 entschied sich Bristow Helicopters für den Eintritt in den afrikanischen Markt durch die Übernahme des Pflanzenschutzspezialisten Fison-Airwork, der auch an Standorten in Mittelamerika und Großbritannien tätig war. Bristow entschied sich dafür, die Pflanzenschutzaktivitäten zu verkaufen und sich im Auftrag von Shell auf Ölexplorationsarbeiten in Nigeria zu konzentrieren. Zu Beginn des Biafra-Krieges im Jahr 1967 verfügte das Unternehmen über eine Flotte von 11 Hubschraubern, die in Port Harcourt für die nigerianische Ölexploration eingesetzt wurden. Zu Beginn des Konflikts half Bristow, Ölarbeiter in der Region in die Sicherheit von Fernando Po zu evakuieren. Trotz der Risiken hielt Bristow seine nigerianischen Operationen während der drei Kriegsjahre über eine reduzierte Präsenz in Lagos und Warri aufrecht. Diese Entscheidung, zu bleiben, verschaffte dem Unternehmen einen Vorsprung gegenüber seinen Konkurrenten, als Ölfirmen nach Kriegsende in die Region zurückkehrten. Bristow Nigeria wurde gegründet und erweiterte den Betrieb, mit Verträgen von Shell, Mobil, Texaco und anderen und erweiterte seine Flotte im Laufe des nächsten Jahrzehnts um Westland Wessex, Whirlwind Series 3, Bell 206 und Britten-Norman BN-2 Islander.
Mitte der 1960er Jahre entschied sich Bristow für den Eintritt in den Nordseemarkt. Als zweiter Hubschrauberbetreiber (nach BEA Helicopters Limited) in Aberdeen, Schottland, war es relativ gut positioniert, um vom Ölboom der Region zu profitieren. Ab dem 17. Februar 1965 betrieb das Unternehmen den zehnsitzigen Hubschrauber Westland Wessex 60, um diese Offshore-Installationen zu unterstützen. In den 1970er Jahren erweiterte Bristow seinen Betrieb in Aberdeen, wobei sein wichtigster Öl- und Gasförderknotenpunkt am Flughafen Dyce angesiedelt war. 1972 stellte das Unternehmen den ersten von mehreren Sikorsky S-61N dem Flughafen Sumburgh zur Unterstützung der Offshore-Bohrinseln von Shell zur Verfügung. Nach einem Erweiterungsprogramm, das den Bau neuer Unterkünfte für Arbeiter und ihre Familien vor Ort umfasste, flogen rund dreißig S-61N-Flüge routinemäßig täglich von Sumburgh aus, unterstützt durch Wartungsarbeiten rund um die Uhr, während des Spitzenbetriebs in den 1970er Jahren. In den 1980er Jahren wurde Bristow zum größten einzelnen Arbeitgeber des Flughafens Aberdeen, die meisten Offshore-Flüge in der Nordsee durchgeführt. Allein im Jahr 1980 passierten fast 400.000 Passagiere und über 2.300 Tonnen Bristow's Frachtterminal in Aberdeen.

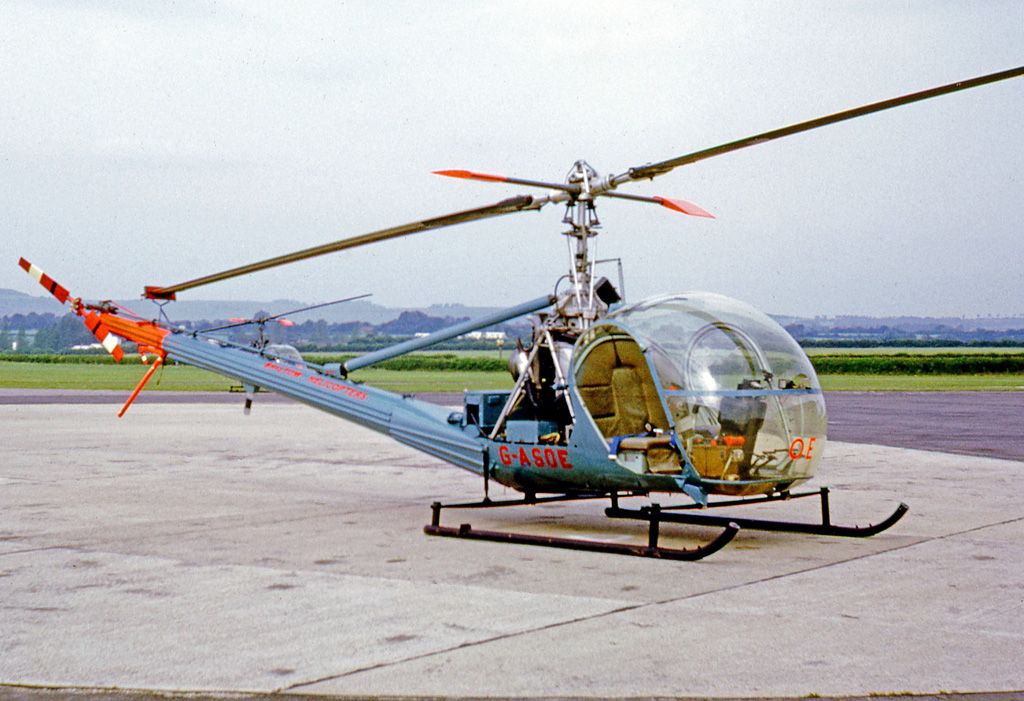
Hiller UH-12C Trainingshubschrauer von Bristow für Army Air Corps Piloten

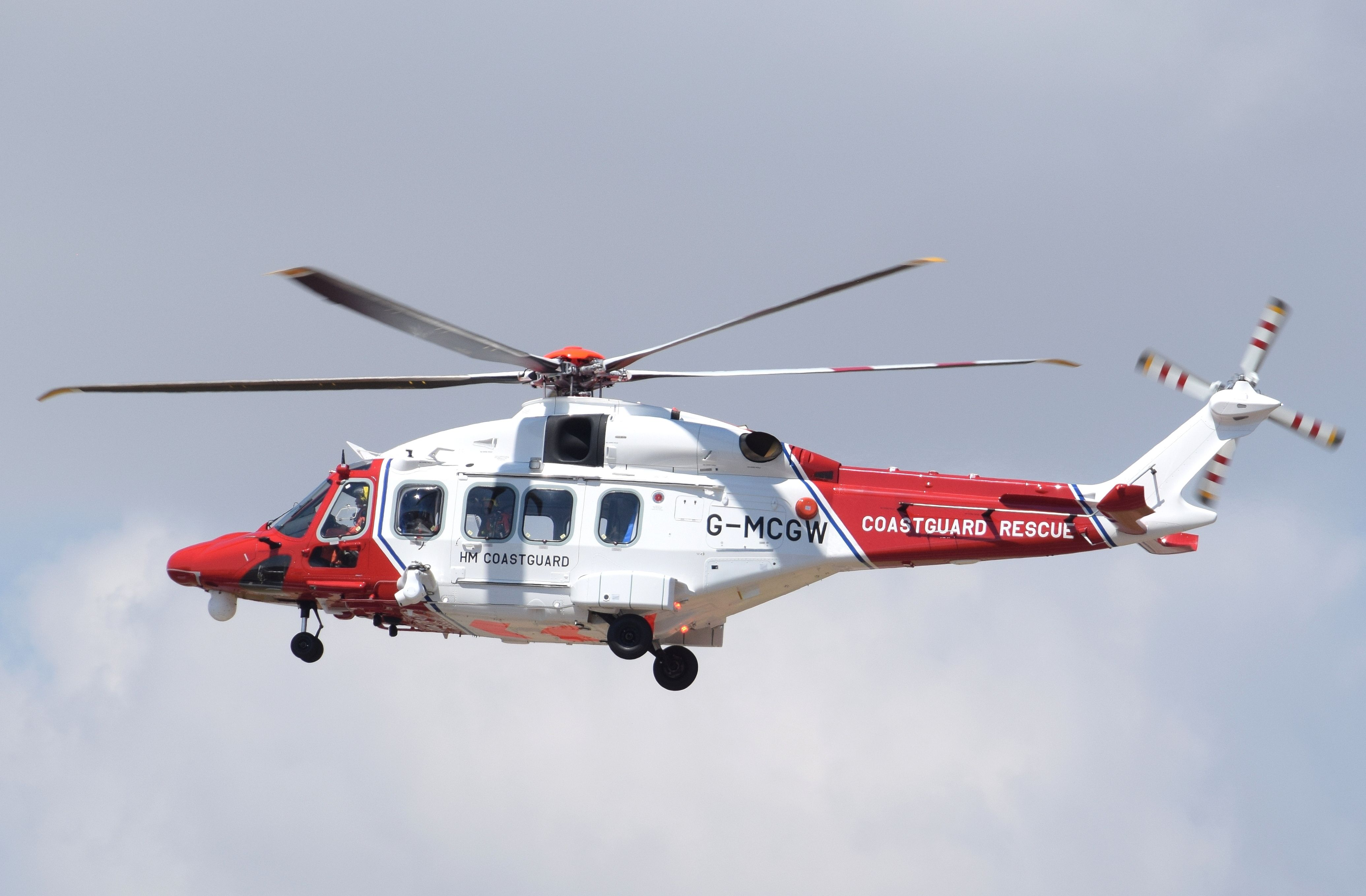
AgustaWestland AW189 Helicopter der britischen Küstenwache, von Bristow Helicopters, trifft auf der 2018 Royal International Air Tattoo (RIAT) Air Show, England ein

Ab 1971 begann Bristow Helicopters mit der Bereitstellung von zivilen Such- und Rettungsdiensten (SAR) in Großbritannien und ersetzte militärische Westland Whirlwinds durch von Bristow betriebene Sikorsky S-55 bei der RAF auf dem Flughafen Manston, Kent. Das damals ungewohnte Konzept, ein privates Unternehmen für SAR-Dienste einzusetzen, führte zu einem öffentlichen Aufschrei und intensiven Lobbying-Bemühungen, so dass der Betrieb nach drei Jahren wieder an das RAF Coastal Command übergeben wurde. Bristow trat 1983 wieder in den britischen SAR-Sektor ein, als es im Auftrag der Maritime and Coastguard Agency (MCA) vom Flughafen Sumburgh aus den Betrieb aufnahm. Das Unternehmen hielt den Vertrag bis 2007 und sicherte ihn sich im Juni 2013 erneut. Andere Standorte, darunter Stornoway, Lee-on-Solent und Portland, würden ebenfalls von Bristow im Auftrag von MCA betrieben.

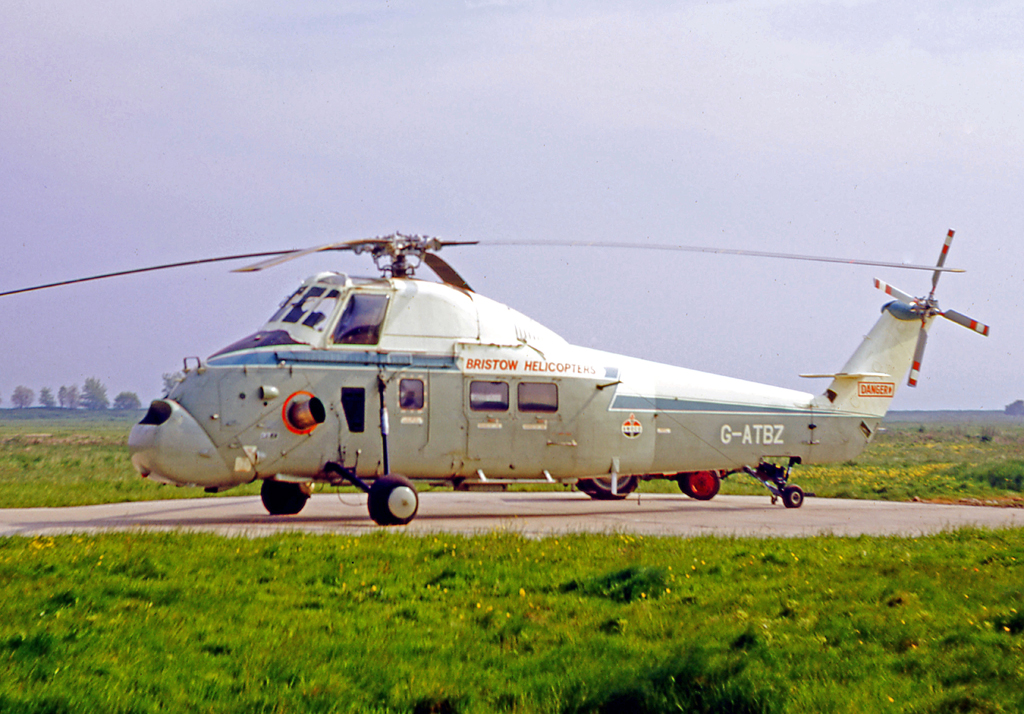
Bristow Westland Wessex 60 Helicopter 1970

In den ersten drei Jahrzehnten des Unternehmens hatte Bristow Helicopters zusätzlich zu seinen traditionelleren Hubschraubertransportdiensten auf die Bereitstellung verschiedener Hubschrauber-basierter Dienstleistungen ausgeweitet, darunter die Bereitstellung von Pilotenausbildung, Such- und Rettungsabdeckung, Frachttransport und Charterflügen. Und das Unternehmen hatte innerhalb eines ähnlichen Zeitraums auch eine weltweite Präsenz aufgebaut.
Das Unternehmen durchlief in den 1980er und 1990er Jahren wiederholte Eigentümerwechsel. 1985 wurde Bristow Helicopters von British and Commonwealth Holdings plc übernommen. Im selben Jahr trat Alan Bristow von seiner aktiven Rolle in der Führung des Unternehmens zurück. Es wurde bald als Bestandteil der Bricom-Gruppe über ein Management-Buy-out im Jahr 1988 weiterverkauft. Im Juli 1990 wurde Bricom von der skandinavischen Investmentgesellschaft Rochfield übernommen. 1991 wurde Bristow Helicopters einem weiteren Management-Buy-Out unter der Leitung von Managing Director und Chief Executive Bryan Collins unterzogen.
1996 wurde Bristow Helicopters von Offshore Logistics, einem amerikanischen Offshore-Hubschrauberbetreiber, der zuvor als Air Logistics im US-Golf von Mexiko und Alaska tätig war, in einem reverse take over übernommen. Die Gruppe betrieb und wartete zu dem Zeitpunkt eine globale Flotte von über 400 Flugzeugen. Im Februar 2006 beschloss Offshore Logistics, sich in The Bristow Group umzubenennen.
Die Bristow Group erweiterte ihr Portfolio im April 2007 mit dem Kauf von Helicopter Adventures, einer in Florida ansässigen Flugschule, Helicopter Adventures wurde anschließend in Bristow Academy umbenannt. Der Deal verschaffte der Bristow Group auch die weltweit größte zivile Flotte von Helicoptern der Schweizer Aircraft.
Im November 2014 übernahm Bristow 60 % der britischen Fluggesellschaft Eastern Airways.
Im Februar 2015 übernahm Bristow 85 % der australischen Fluggesellschaft Airnorth.
Im Mai 2015 verkaufte Bristow Eastern Airways wieder und versucht seit diesen Zeitpunkt erfolglos auch Air North zu verkaufen.
Im Juli 2019 meldete Bristow Insolvenz nach US Southern District of Chapter 11 in US Southern District of Texas an. Das Unternehmen hatte 1,885 Mrd. USD gegenüber Vermögenswerten in Höhe von 2,86 Mrd. USD. Am 1. November 2019 gab die Bristow Group allerdings wieder bekannt, dass man erfolgreich das Chapter 11 Verfahren abgeschlossen habe.
Im August 2022 wurde British International Helicopter Services übernommen.

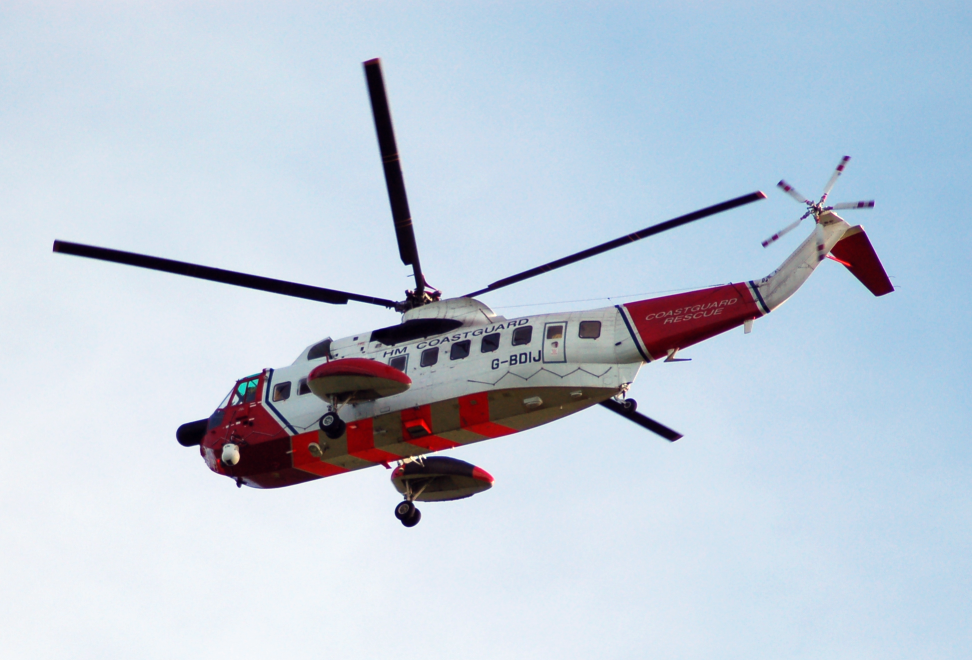
Sikorsky S-61N der HM Coastguard

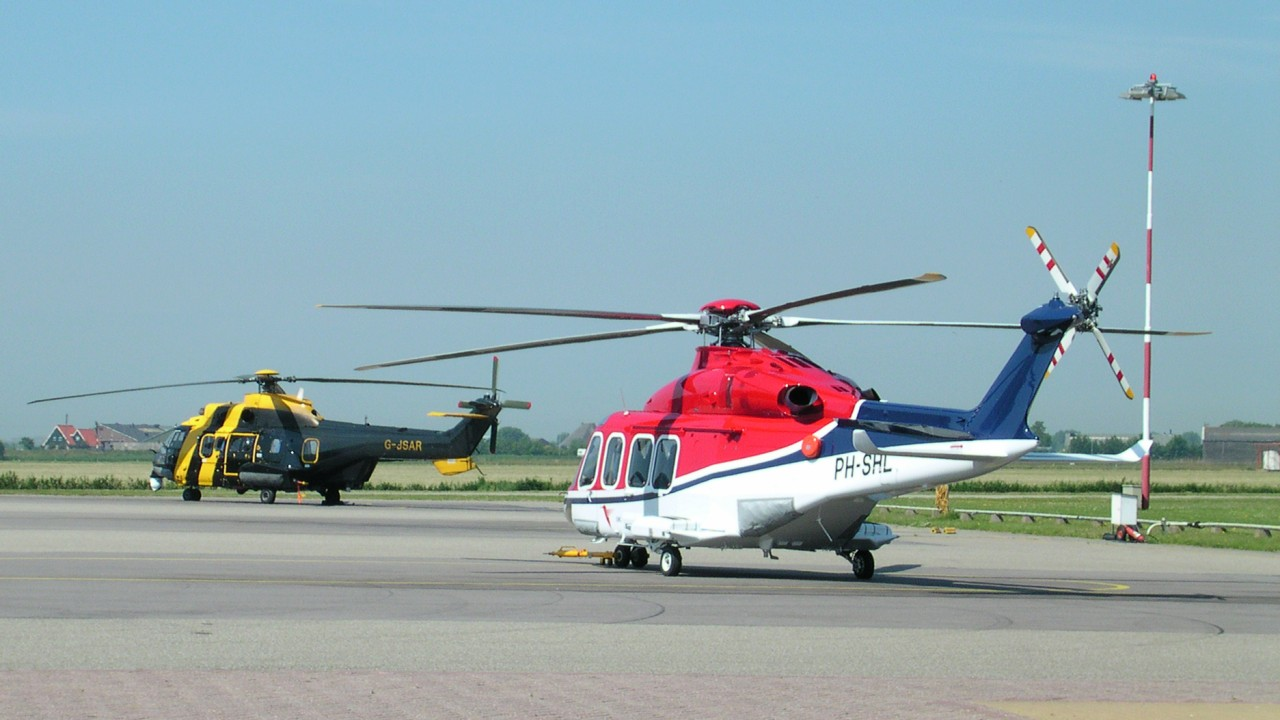
Bristow Helicopter (G-JSAR) am De Kooy Airfield. G-JSAR ein "Search and Rescue-Helicopter.

## Zwischenfälle
- Am 4. April 1967 stürzte 5N-ABQ, eine Scottish Aviation Twin Pioneer Series 1, in Nigeria während eines einmotorigen Anflugs ab. Das Getriebe geriet bei der anschließenden Autorotation außer Kontrolle. Der Flug beförderte 11 Gasarbeiter vom Leman-Gasfeld nach Bacton, Norfolk. Alle Personen, die an Bord waren, sind vermisst.[15]
- Am 14. September 1982 stürzte G-BDIL, eine Bell 212, während einer nächtlichen Such- und Rettungsmission in der Nähe der Murchison-Ölplattform in die Nordsee.[16]
- Am 4. Juli 1983 stürzte G-TIGD, ein Aerospatiale AS332L Super Puma, bei der Landung in Aberdeen ab. Während der Annäherung an Aberdeen von der North Hutton-Plattform war ein lauter Knall zu hören, gefolgt von starken Vibrationen. Ein PAN-Anruf wurde von der Besatzung an ATC abgesetzt. Kurz vor der Landung ging die Kontrolle verloren und der Helikopter schlug heftig seitlich auf der Piste auf. 10 von 16 Passagieren wurden schwer verletzt. Ein Heckauslegerblech hatte sich im Flug gelöst und alle fünf Heckrotorblätter beschädigt. Das daraus resultierende Ungleichgewicht der Heckrotorbaugruppe führte zur Trennung dieser Einheit und dem anschließenden Kontrollverlust.[17]
- 1984 stürzte G-BJJR, eine Bell 212, mit dem Verlust von zwei Besatzungsmitgliedern beim Anflug auf die Cecil Provine ab.[18]
- Am 5. Dezember 1991 trat VR-BIG, eine Aerospatiale SA-330J Puma, die in Mermaid Sound, Dampier, Westaustralien, nach einer Abholung von einem abfliegenden LNG-Tanker unter nächtlichen VFR-Bedingungen, in einen Wirbelringzustand ein. Nach dem Notwassern blieb es über zwei Stunden über Wasser.[19]
- Am 14. März 1992 verlor G-TIGH, ein Bristow's Tiger (Aerospatiale Super Puma), an Höhe und stürzte ab, als er Passagiere von der Cormorant Alpha zum Flotel Safe Supporter beförderte. Von den zwei Besatzungsmitgliedern und 14 Passagieren an Bord gingen ein Besatzungsmitglied und zehn Passagiere verloren. Nordsee, wurde vom Blitz getroffen. Der Flug beförderte 16 Ölarbeiter von Aberdeen zu einer Ölplattform auf dem Ölfeld Brae. Alle Menschen an Bord überlebten Gasförderplattform Clipper und der Bohrinsel Global Santa Fe Monarch, um danach zum Flughafen Norwich zurückzukehren. Der 22 Jahre alte Hubschrauber flog in einer Höhe von etwa 320 Fuß (98 m), als Arbeiter auf der Global Santa Fe Monarch „einen lauten Knall“ hörten. Zeugen beobachteten, wie der Drehflügler steil ins Meer tauchte. Einer berichtete auch, dass der Rotorkopf des Hubschraubers mit daran befestigten Rotorblättern ins Meer gefallen war, nachdem der Körper des Hubschraubers aufgeschlagen war. Der Unfall verursachte den Tod aller an Bord befindlichen Personen (zwei Besatzungsmitglieder und neun Shell-Mitarbeiter als Passagiere). Der Körper des elften Mannes wurde nie geborgen.[20]
- Am 22. November 2006 landete G-JSAR, ein Eurocopter Super Puma SAR, in der Nordsee. G-JSAR wurde im Auftrag von Ölgesellschaften vom Flughafen Den Helder in den Niederlanden aus betrieben. Alle an Bord überlebten unverletzt.[21]
- Am 12. August 2015 stürzte 5N-BGD, eine Sikorsky S76C, der mit zehn Ölarbeitern von einer Offshore-Bohrinsel nach Lagos zurückkehrte, in der Nähe der 11,8 Kilometer langen dritten Festlandbrücke, der längsten von drei Brücken, die den Lagos verbinden, in die Lagune von Lagos Festland auf die Insel. Der Hubschrauber war fünf Minuten von der Landung auf dem Flughafen Muritala Muhammed in Lagos entfernt. Vier Ölarbeiter und die beiden Besatzungsmitglieder starben, während sechs weitere lebend gerettet wurden.[22]